# ونوپتریکس
ونوپتریکس (نام علمی: Wenupteryx) نام یک سرده از زیرراسته بال‌انگشتی‌سانان است.